# BAC Jet Provost

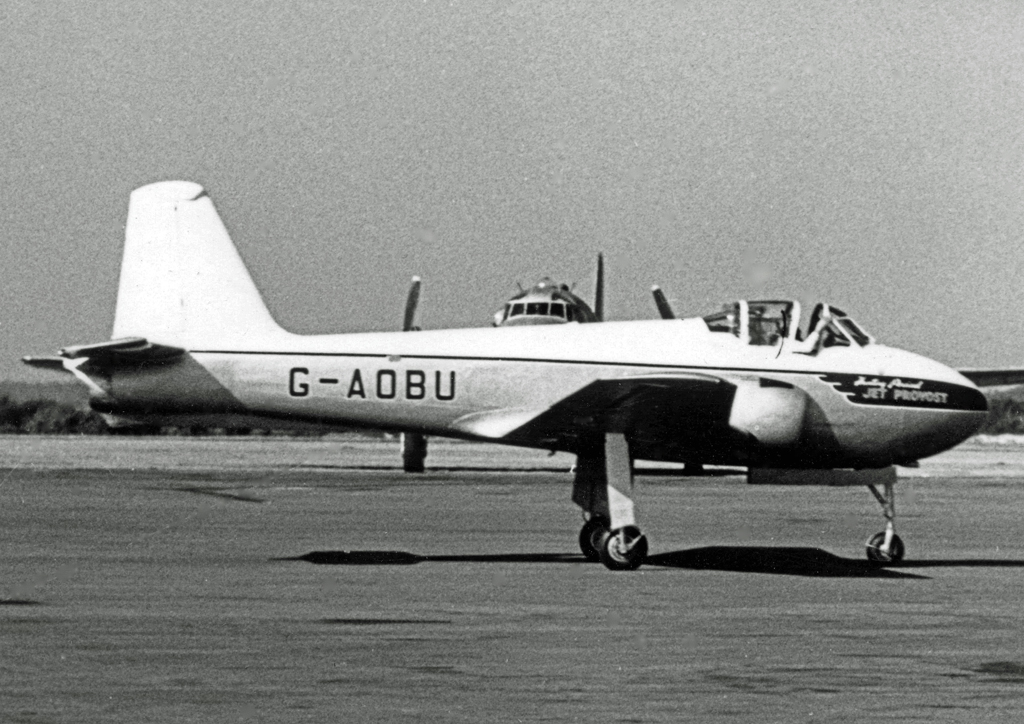
Prototype van de Jet Provost T.1 in 1955, met civiele registratie

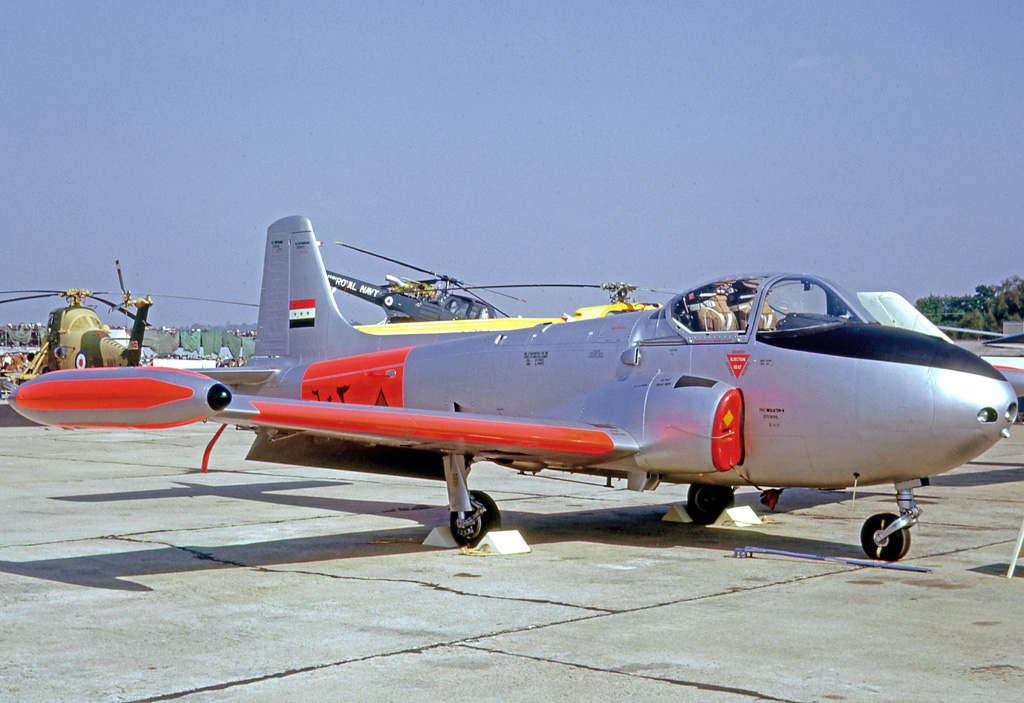
Jet Provost T.52 van de luchtmacht van Irak

De BAC Jet Provost (oorspronkelijk Hunting Percival Jet Provost) is een Brits militair lesvliegtuig met straalmotor, dat door de Royal Air Force gebruikt is van 1955 tot 1993.

## Ontwikkeling en geschiedenis
Het toestel werd oorspronkelijk door Hunting Percival Aircraft, gevestigd op Luton Airport, ontwikkeld uit de door een zuigermotor aangedreven Percival Provost. Het uiteindelijke resultaat had echter nog maar weinig overeenkomsten met de Provost. Het was bestemd als een basistrainer voor beginnende leerling-piloten. Leerling-piloot en instructeur zaten naast elkaar in de cockpit. Het landingsgestel met neuswiel was intrekbaar. De laaggeplaatste vleugels hadden geen pijlstand.
De eerste vlucht van een Jet Provost vond plaats op 26 juni 1954. De RAF besteld een kleine serie van 12 exemplaren van de eerste versie, aangeduid als T.1, waarvan het eerste vloog in februari 1955. De ervaringen met deze toestellen leidden tot een verbeterde versie T.2, waarvan er echter slechts vier zijn gebouwd, die uitsluitend gebruikt werden voor testen en demonstraties.
In 1957 bestelde de RAF een eerste lot van 40 exemplaren van de verbeterde versie T.3, die voorzien was van schietstoelen en versterkte vleugels die van extra brandstoftanks aan de vleugeluiteinden konden voorzien worden. Van deze variant zijn de meeste exemplaren gebouwd: 201, plus 22 van de exportversie T.51.
De T.4, met een nieuwe krachtiger straalmotor, vloog voor het eerst in 1960. Dit is de eerste versie die de naam BAC Jet Provost droeg, want dat jaar ging Hunting Aircraft op in de British Aircraft Corporation (BAC). Van de T.4 zijn 198 exemplaren gebouwd, plus 43 van de exportversie T.52.
De laatste versie, T.5, was voorzien van een drukcockpit en een nog krachtiger motor, zodat het toestel gebruikt kon worden voor een aantal nieuwe taken zoals vliegen op grote hoogte, luchtacrobatiek en voortgezette vliegopleiding. Hiervan zijn 110 exemplaren gebouwd, die vanaf 1969 bij de RAF in dienst kwamen. 5 exemplaren werden aan Soedan geleverd als T.55.
De meeste Jet Provosts van de RAF kregen in het midden van de jaren 1970 nieuwe avionica. Die gemoderniseerde toestellen werden aangeduid met T.3A of T.5A (de T.4's werden niet gemoderniseerd maar versneld uit dienst genomen omwille van problemen met metaalmoeheid).
Naast de Royal Air Force hebben vijf overzeese luchtmachten nieuwe Jet Provosts gekocht, die meestal bewapend waren met twee machinegeweren: Ceylon, Soedan, Koeweit, Venezuela en Irak.
De RAF nam de laatste Jet Provosts in 1993 uit dienst. Ze zijn vervangen door de Short Tucano. Een aantal is daarna gekocht door privé-personen en in vliegwaardige toestand gehouden.
Uit de Jet Provost T.5 heeft BAC de BAC Strikemaster ontwikkeld, een zwaarder bewapende versie voor aanvallen van doelwitten op de grond.

## Varianten
- T.1 - eerste versie
- T.2 - verbeterde versie met o.a. krachtigere motor
- T.3 - schietstoelen, versterkte vleugels en andere verbeteringen
- T.4 - krachtiger Viper 11 straalmotor
- T.5 - krachtiger motor, cockpit onder druk en andere verbeteringen
- T.3A, T.5A - T.3 resp. T.5 met gemoderniseerde avionica
- T.51 - exportversie van de T.3
- T.52 - exportversie van de T.4